# Седрина
Седрѝна (на италиански и на ломбардски: Sedrina) е село и община в Северна Италия, провинция Бергамо, регион Ломбардия. Разположено е на 328 m надморска височина. Населението на общината е 2503 души (към 2018 г.).